# 한국천문우주과학관협회
한국천문우주과학관협회는 천문우주과학관 및 유사기관 간의 천문우주과학기술에 관한 정보교환과 상호 관심사항에 대한 협의를 통하여 천문우주과학 관련기관의 발전과 상호간의 교류를 증진하고, 사회 일반의 천문우주과학기술의 관심 증대와 천문우주과학 교육을 통한 미래 천문우주과학인 양성 및 회원 상호간에 친목 도모를 목적으로 2009년 7월 20일 설립허가된 대한민국 미래창조과학부 소관의 사단법인이다. 사무실은 대전광역시 유성구 도룡동 3-1에 있다.